# Heraclea (región de Erice)
Heraclea (en griego, Ἡρακλείη o Ἡράκλεια) fue una colonia griega de Sicilia, situada en la región de Erice. No se debe confundir con otra ciudad llamada Heraclea Minoa, situada también en Sicilia. 
Según narra Heródoto, Antícares de Eleón, a través de un oráculo que se atribuía a Layo, aconsejó a Dorieo de Esparta que colonizase la región de Erice, en el extremo noroccidental de Sicilia. Le aseguró que todo este territorio pertenecía a los Heráclidas. Dorieo fue a Delfos para consultar si lograría colonizar dicha zona, y la Pitia le respondió afirmativamente. Al mando del contingente de colonos llegó a Sicilia y los expedicionarios sufrieron una derrota por fuerzas combinadas de fenicios y de Egesta. Sin embargo, según cuenta Diodoro Sículo, Dorieo llegó a fundar la ciudad de Heraclea, que creció rápidamente, por lo que los cartagineses, temiendo que la ciudad llegase a ser más fuerte que Cartago y que acabara con la hegemonía en la zona de los fenicios, emprendieron una expedición contra ella y la arrasaron, en una fecha indeterminada.
Se desconoce su localización exacta.